# Nittenau
Nittenau è un comune tedesco di 8 428 abitanti, situato nel land della Baviera.